# When You Ride Alone You Ride with Hitler

«Коли ти їдеш один, ти їдеш разом з Гітлером! Приєднуйся до будь-якого каршеринг-клубу вже сьогодні!» (англ. When You Ride Alone, You Ride with Hitler! Join a Car-Sharing Club today!) — слоган американської пропагандистської кампанії часів Другої світової війни. Плакат з цим гаслом був розроблений у 1943 році американським графічним дизайнером Веймером Перселлом (англ. Weimer Pursell) для Управління регулювання цін (англ. Office of Price administration). Він входив до серії пропагандистських плакатів, випущених урядом Сполучених Штатів під час Другої світової війни. Друковані плакати були у воєнні роки основною формою пропаганди, оскільки їх було легко виготовляти та розповсюджувати.
Плакат мав на меті пропагувати спільне використання автомобілів. У воєнні роки у Сполучених Штатах володіли автомобілями більше людей, ніж будь-коли раніше, і каршерінг дозволяв заощадити бензин та гуму. Особливо важливою була економія гуми, оскільки японська армія заблокувала доступ до каучукових плантацій у Південно-Східній Азії. Гасло плаката звертається до індивідуальної відповідальності кожного громадянина і натякає, що люди, які витрачають поїздку лише на самого себе, опосередковано допомагають нацистам.
Алюзією на цей слоган є назва книги Білла Мара 2002 року «Коли ти їдеш один, ти їдеш з бен Ладеном» (англ. When You Ride Alone You Ride with bin Laden). Крім того, існує кілька варіацій та пародій на цей плакат, у яких замість Гітлера згадуються інші одіозні лідери, зокрема Путін.